# 愛荷華瀑布 (愛荷華州)
愛荷華瀑布（英語：Iowa Falls）是一個位於美國愛荷華州哈丁縣的城市。

## 地理
愛荷華瀑布的座標為42°31′04″N 93°16′00″W / 42.51778°N 93.26667°W，而該地的平均海拔高度為337米（即1106英尺）。

## 人口
根據2010年美國人口普查的數據，愛荷華瀑布的面積為14.09平方千米，當中陸地面積為13.86平方千米，而水域面積為0.21平方千米。當地共有人口5238人，而人口密度為每平方千米371人。